# Бриннон (Вашингтон)
Бриннон (англ. Brinnon) — переписна місцевість (CDP) в США, в окрузі Джефферсон штату Вашингтон. Населення — 907 осіб (2020).

## Географія
Бриннон розташований за координатами 47°40′7″ пн. ш. 122°55′0″ зх. д. / 47.66861° пн. ш. 122.91667° зх. д. (47.668614, -122.916600).  За даними Бюро перепису населення США в 2010 році переписна місцевість мала площу 25,54 км², з яких 24,89 км² — суходіл та 0,66 км² — водойми.

### Клімат
| Клімат : Бриннон      | Клімат : Бриннон | Клімат : Бриннон | Клімат : Бриннон | Клімат : Бриннон | Клімат : Бриннон | Клімат : Бриннон | Клімат : Бриннон | Клімат : Бриннон | Клімат : Бриннон | Клімат : Бриннон | Клімат : Бриннон | Клімат : Бриннон | Клімат : Бриннон |
| Показник              | Січ.             | Лют.             | Бер.             | Квіт.            | Трав.            | Черв.            | Лип.             | Серп.            | Вер.             | Жовт.            | Лист.            | Груд.            | Рік              |
| Середній максимум, °C | 7,2              | 10,0             | 13,3             | 16,1             | 19,4             | 22,2             | 25,0             | 26,1             | 22,8             | 16,7             | 10,6             | 6,7              | 16,1             |
| Середній мінімум, °C  | −0,6             | 0,6              | 1,7              | 3,3              | 6,1              | 8,9              | 10,6             | 10,0             | 7,8              | 4,4              | 1,7              | −0,6             | 4,4              |
| Норма опадів, мм      | 188              | 187              | 151              | 97               | 72               | 54               | 33               | 31               | 41               | 105              | 203              | 220              | 1381             |
| --------------------- | ---------------- | ---------------- | ---------------- | ---------------- | ---------------- | ---------------- | ---------------- | ---------------- | ---------------- | ---------------- | ---------------- | ---------------- | ---------------- |
| Джерело:              |                  |                  |                  |                  |                  |                  |                  |                  |                  |                  |                  |                  |                  |

## Демографія
Згідно з переписом 2010 року, у переписній місцевості мешкало 797 осіб у 419 домогосподарствах у складі 246 родин. Густота населення становила 31 особа/км².  Було 1060 помешкань (41/км²).
Расовий склад населення:
| - 93,1 % — білих - 1,4 % — азіатів - 1,1 % — корінних американців - 0,1 % — чорних або афроамериканців |

До двох чи більше рас належало 3,9 %. Частка іспаномовних становила 2,1 % від усіх жителів.
За віковим діапазоном населення розподілялося таким чином: 7,5 % — особи молодші 18 років, 54,7 % — особи у віці 18—64 років, 37,8 % — особи у віці 65 років та старші. Медіана віку мешканця становила 60,5 року. На 100 осіб жіночої статі у переписній місцевості припадало 104,9 чоловіків;  на 100 жінок у віці від 18 років та старших — 105,3 чоловіків також старших 18 років.
Середній дохід на одне домашнє господарство  становив 54 380 доларів США (медіана — 47 222), а середній дохід на одну сім'ю — 59 076 доларів (медіана — 53 462). Медіана доходів становила 64 063 долари для чоловіків та 31 250 доларів для жінок. За межею бідності перебувало 18,2 % осіб, у тому числі 35,2 % дітей у віці до 18 років та 9,2 % осіб у віці 65 років та старших.
Цивільне працевлаштоване населення становило 144 особи. Основні галузі зайнятості: виробництво — 21,5 %, роздрібна торгівля — 16,0 %, публічна адміністрація — 15,3 %.